# Grand prix du jury des Utopiales
Pour les articles homonymes, voir Grand prix du jury.
Le Grand prix du jury est la récompense suprême décernée par le jury officiel du festival des Utopiales. Il est décerné au meilleur film parmi ceux en compétition. 

## Palmarès

### Années 2000
- 2000 : La sonámbula de Fernando Spiner,  Argentine
  - Les 9 vies de Tomas Katz (The Nine Lives of Thomas Katz) de Ben Hopkins,  Royaume-Uni
  - Tuvalu de Veit Helmer,  Allemagne
  - A.Li.Ce de Maejima Kenichi,  Japon
  - Le Rat de Christophe Ali et Nicolas Bonilauri,  France
  - Ultraman Tiga: The Final Odyssey de Hirotaka Muraishi,  Japon
  - I.K.U. de Shu Lea Cheang,  Japon
  - eXistenZ de David Cronenberg,  Canada /  Royaume-Uni /  France

- 2001 : Avalon de Mamoru Oshii,  Japon /  Pologne
  - Mutant Aliens de Bill Plympton,  États-Unis (Prix Spécial du Jury)
  - Dagon de Stuart Gordon,  Espagne
  - Stranded (Náufragos) de María Lidón,  Espagne
  - Séries 7 (Series 7 : The Contenders) de Daniel Minahan,  États-Unis

- 2002 : Uzumaki de Higuchinsky,  Japon
  - 2009: Lost Memories de Lee Si-myung,  Japon
  - Planet der Kannibalen de Hans-Christoph Blumenberg,  Allemagne
  - Revenger's Tragedy d'Alex Cox,  Royaume-Uni
  - Dead Creatures de Andrew Parkinson,  Royaume-Uni, Prix des Exploitants de salles[1]
  - Low-Flying Aircraft de Solveig Nordlund,  Portugal

- 2003 : Yomigaeri d'Akihiko Shiota,  Japon
  - All Tomorrow's Parties (Míngrì tiānyá) de Yu Lik-wai,  Chine
  - Beyond Re-Animator de Brian Yuzna,  Espagne
  - Gozu de Miike Takashi,  Japon
  - The Book Of Fate (Kohtalon kirja) de Tommi Lepola et Tero Molin,  Finlande
  - Le Monde vivant d'Eugène Green,  France, Prix des Exploitants de salles[2]
  - Luminal d'Andrea Vecchiato,  France /  Royaume-Uni /  Italie
  - Robot Stories de Greg Pak,  États-Unis

- 2004 : Zebraman de Takashi Miike,  Japon
  - Casshern de Kazuaki Kiriya,  Japon
  - Code 46 de Michael Winterbottom,  Royaume-Uni
  - Cutie Honey d'Anno Hideaki,  Japon
  - Dragon Head de Joji Lida,  Japon
  - Gagamboy d'Erik Matti,  Philippines (Prix du public)
  - Natural City de Min Byeong-cheon,  Corée du Sud
  - Incident au Loch Ness (Incident at Loch Ness) de Zak Penn,  Royaume-Uni

- 2005 : Premiers sur la Lune d'Alekseï Fedortchenko,  Russie
  - Mirrormask de Dave McKean,  Royaume-Uni /  États-Unis (Prix du public)
  - Able Edwards de Graham Robertson,  États-Unis
  - Ashura (Ashura-jô no hitomi) de Yojiro Takita,  Japon
  - L'Accordeur de tremblements de terre (The Piano Tuner of Earthquakes) des Frères Quay,  Allemagne /  Royaume-Uni /  France
  - La Tour au-delà des nuages (The Place Promised in Our Early Days) de Makoto Shinkai,  Japon

- 2006 : The Bothersome Man (Den brysomme mannen) de Jens Lien,  Norvège /  Islande
  - The Innocent Seven (Shichinin no Tomurai) de Dankan,  Japon (Prix du public)
  - A Chinese Tall Story de Jeffrey Lau,   Hong Kong
  - Manga de Peter Khazizov,  Russie
  - Re-cycle d'Oxide Pang Chun et Danny Pang Fat,  Hong Kong
  - Shinobi: Heart Under Blade de Ten Shimoyama,  Japon
  - Storm de Måns Mårlind et Björn Stein,  Suède

- 2007 : Les Vilains Petits Canards (Gadkie lebedi) de Konstantin Lopouchanski,  Russie
  - Black Sheep de Jonathan King,  Nouvelle-Zélande (Prix du public)
  - Le Guerrier de jade (Jadesoturi) de Antti-Jussi Annila,  Finlande /  Chine
  - The 4th Dimension de Tom Mattera et Dave Mazzoni,  États-Unis
  - Moebius Redux: A Life in Pictures de Hasko Baumann,  Allemagne
  - The Dark Hour (La Hora Fría) d'Elio Quiroga,  Espagne

- 2008 : From Inside de John Bergin,  États-Unis
  - Before the Fall (Tres días) de F. Javier Gutiérrez,  Espagne (Prix du public)
  - 3 Minutes (Tres minutos) de Diego Lublinsky,  Argentine
  - Tale 52 (Istoria 52) de Alexis Alexiou,  Grèce
  - Shadows de Milcho Manchevski,  Macédoine
  - The Signal de David Bruckner, Dan Bush et Jacob Gentry,  États-Unis

- 2009 : Moon de Duncan Jones,  Royaume-Uni (Prix du public) et The Clone Returns Home (Kurôn wa kokyô wo mezasu) de Kanji Nakajima,  Japon, 1re française (ex æquo)
  - 8th Wonderland de Nicolas Alberny et Jean Mach,  France
  - Canary de Alejandro Adams,  États-Unis, 1re européenne
  - Cold Souls de Sophie Barthes,  France
  - Infestation de Kyle Rankin,  États-Unis, 1re française
  - The Dead Outside de Kerry Anne Mullaney,  Royaume-Uni, 1re française

### Années 2010
- 2010 : Earthling de Clay Liford,  États-Unis, 1re française
  - Redline de Takeshi Koike,  Japon, 1re française (Prix du public et mention spéciale du Jury)
  - Hunter Prey de Sandy Collora,  États-Unis, 1re française
  - Glenn 3948 de Marc Goldstein,  Belgique, 1re française
  - King of Thorn de Kazuyoshi Katayama,  Japon, 1re française
  - Cargo d'Ivan Engler et Ralph Etter,  Suisse
  - Mars de Geoff Marslett,  États-Unis, 1re française
  - Le Pacte du mal (El mal ajeno) d'Oskar Santos,  Espagne, 1re française

- 2011 : Eva de Kike Maíllo,  Espagne /  France, 1re française
  - Enthiran de S. Shankar,  Inde (Prix du public)
  - Beyond the Black Rainbow de Panos Cosmatos,  Canada
  - Lost Destination (Verbo) d'Eduardo Chapero-Jackson,  Espagne, 1re française
  - Space Time : L'ultime Odyssée (Love) de William Eubank,  États-Unis, 1re française
  - Extraterrestre (Extraterrestrial) de Nacho Vigalondo,  Espagne, 1re française
  - Les Immortels (Immortals) de Tarsem Singh,  États-Unis, 1re française

- 2012 : Eega de S. S. Rajamouli,  Inde
  - After School Midnighters de Hitoshi Takekiyo,  Japon
  - The Dinosaur Project de Sid Bennett,  Royaume-Uni, 1re française
  - Iron Sky de Timo Vuorensola,  Finlande /  Allemagne /  Australie (Prix du public)
  - Antiviral de Brandon Cronenberg,  États-Unis /  Canada
  - Ra.One d'Anubhav Sinha,  Inde
  - The Human Race de Paul Hough,  États-Unis, 1re française

- 2013 : Jodorowsky's Dune de Frank Pavich,  États-Unis (Prix du public)[3]
  - 009 Re:Cyborg de Kenji Kamiyama,  Japon, 1re française
  - The Man from the Future (O Homem do Futuro) de Cláudio Torres,  Brésil
  - Europa Report de Sebastián Cordero,  États-Unis
  - Real (Riaru: Kanzen naru kubinagaryû no hi) de Kiyoshi Kurosawa,  Japon, 1re française
  - Imaginaerum de Stobe Harju,  Finlande /  Canada, 1re française
  - Albator, corsaire de l'espace (Uchū Kaizoku Kyaputen Hārokku) de Shinji Aramaki,  Japon, 1re française

- 2014 : The Midnight After de Fruit Chan,  Chine /  Hong Kong, 1re française[4]
  - These Final Hours de Zak Hilditch,  Australie
  - Tusk de Kevin Smith,  États-Unis, 1re française
  - Frequencies de Darren Paul Fisher,  Royaume-Uni, 1re française
  - Short Peace de Katsuhiro Ôtomo, Shuhei Morita et Hajime Katoki,  Japon, 1re française
  - Debug de David Hewlett,  Canada, 1re française
  - Prédestination (Predestination) de Michael et Peter Spierig,  Australie (Prix du public)

- 2015 : Évolution de Lucile Hadzihalilovic,  France /  Espagne /  Belgique[5]
  - Ghost in the Shell: The New Movie de Kazuya Nomura,  Japon
  - Moonwalkers de Antoine Bardou-Jacquet,  France (Prix du public)
  - Assassination Classroom de Eiichiro Hasumi,  Japon, 1re française
  - Brand New-U de Simon Pummell,  Royaume-Uni
  - La Légende de Baahubali - 1re partie (Bāhubali) de S. S. Rajamouli,  Inde
  - Don't Grow Up de Thierry Poiraud,  France /  Espagne, 1re française

- 2016 : Realive (Proyecto Lazaro) de Mateo Gil,  Espagne /  France, 1re française (Prix du public)[6]
  - Jeeg Robot (Lo chiamavano Jeeg Robot) de Gabriele Mainetti,  Italie
  - Psiconautas d'Alberto Vázquez et Pedro Rivero,  Espagne
  - Sam Was Here de Christophe Deroo,  France /  États-Unis (Mention spéciale du jury)
  - Assassination Classroom: Graduation de Eiichiro Hasumi,  Japon, 1re française
  - The Void de Steven Kostanski et Jeremy Gillespie,  États-Unis, 1re française
  - The Arti: The Adventure Begins de Chang Huang-wen,  Taïwan, 1re française

- 2017 : Salyut-7 de Klim Chipenko,  Russie, 1re française (Prix du public)[7]
  - Hostile de Mathieu Turi,  France, 1re française
  - A Day de Cho Sun-ho,  Corée du Sud
  - Genocidal Organ de Shukou Murase,  Japon
  - Black Hollow Cage de Sadrac González,  Espagne, 1re française
  - Attraction (Prityazhenie) de Fiodor Bondartchouk,  Russie, 1re française
  - Jojo Bizarre Adventure Diamond Is Unbreakable Chapitre 1 de Takashi Miike,  Japon, 1re française
  - Le démon de Laplace de Giordano Giulivi,  Italie
  - Cold Skin de Xavier Gens,  France /  Espagne (Mention spéciale du jury)

- 2018 : Assassination Nation de Sam Levinson,  États-Unis[8]
  - Lifechanger de Justin McConnell,  Canada
  - Office Uprising de Lin Oeding,  États-Unis, 1re française
  - Penguin Highway de Hiroyasu Ishida,  Japon
  - Frontier de Dmitri Tiourine,  Russie, 1re française
  - Perfect de Eddie Alcazar,  États-Unis
  - Freaks de Zach Lipovsky et Adam B. Stein,  États-Unis, 1re française (Prix du public)
  - Solis de Carl Strathie,  Royaume-Uni, 1re française
  - The Man with the Magic Box de Bodo Kox,  Italie /  Pologne (Mention spéciale du jury)

- 2019 :  Little Joe de Jessica Hausner,  Autriche  Royaume-Uni  Allemagne[9]
  - Infection (Infección) de Flavio Pedota,  Venezuela  Mexique
  - Le Serpent blanc (白蛇：缘起, Bai she: Yuan qi) de Amp Wong et Zhao Ji,  Chine
  - Proxima de Alice Winocour,  France
  - Signal 100 de Lisa Takeba,  Japon
  - The Antenna de Orçun Behram,  Turquie (Mention spéciale du jury)
  - The Room de Christian Volckman,  France  Luxembourg  Belgique
  - Weathering with You (天気の子, Tenki no ko) de Makoto Shinkai,  Japon (Prix du public)

### Années 2020
- 2020 : édition annulée[10]
  - 2067 de Seth Larney,  États-Unis  Australie  Royaume-Uni
  - Psycho Goreman de Steven Kostanski,  Canada
  - Sputnik - Espèce inconnue de Egor Abramenko  Russie
  - Unearth de John C. Lyons et Dorota Swies,  États-Unis
  - Get the Hell Out de Wang I-fan,  Taïwan
  - Come True de Anthony Scott Burns,  Canada
  - Méandre de Mathieu Turi,  France

- 2021 : Belle de Mamoru Hosoda,  Japon[11],[12]
  - Deux minutes plus tard de Junta Yamaguchi,  Japon (Prix du public)
  - The Great Yokai War: Guardians de Takashi Miike  Japon
  - Minor Premise de Erik Schultz,  États-Unis
  - Mondocane de Alessandro Celli,  Italie (Mention spéciale)
  - Prisoners of the Ghostland de Sion Sono,  Japon
  - The Spine of Night de Philip Gelatt et Morgan Galen King,  États-Unis
  - Tin Can de Seth A. Smith,  Canada

- 2022 : Viking de Stéphane Lafleur,  Canada
  - Shin Ultraman de Shinji Higuchi,  Japon
  - The Antares Paradox de Luis Tinoco,  Espagne
  - Maurice le chat fabuleux de Toby Genkel et Florian Westermann  États-Unis  Royaume-Uni  Allemagne (Prix du public)
  - The Witch : Part 2. The Other One de Park Hoon-jeong,  Corée du Sud
  - Unicorn Wars de Alberto Vázquez,  Espagne (Mention spéciale)

- 2023 : Die Theorie von Allem de Timm Kröger,  Allemagne [13]
  - Restore Point de Robert Hloz,  Tchéquie,  Slovaquie,  Pologne,  Serbie
  - Quantum Suicide de Gerrit Van Woudenberg,  Canada
  - Concrete Utopia de Eom Tae-hwa,  Corée du Sud  Allemagne (Prix du public)
  - T.I.M. de Spencer Brown,  Royaume-Uni
  - The Wandering Earth 2 de Frant Gwo,  Chine
  - Molli and Max in the Future de Michael Lukk Litwak,  États-Unis (Mention spéciale)
  - The Moon de Kim Yong-hwa,  Corée du Sud  Allemagne

- 2024 : Else de Thibault Emin,  France
  - Mantra Warrior: The Legend of the Eight Moons de Veerapatra Jinanavin,  Thaïlande
  - Schirkoa : la cité des fables de  Ishan Shukla,  Inde
  - U Are the Universe de Pavlo Ostrikov,  Ukraine (Prix du public)
  - The Draw de Tom Ruddock,  Royaume-Uni
  - Heavens: The Boy and His Robot de Rich Ho,  Singapour
  - Planète B  de Aude-Léa Rapin,  France
  - Escape from the 21st Century de Yang Li,  Chine